# Tengelmann (Unternehmen)
Die Tengelmann Twenty-One KG fungiert als Holding der Tengelmann-Unternehmensgruppe. Die Holding und zahlreiche Tochtergesellschaften haben seit 2021 ihren Sitz in München. Die Tengelmann-Unternehmensgruppe ging aus einem Einzelhandelskonzern mit Wurzeln bis zurück in das Jahr 1867 hervor, der in Mülheim an der Ruhr von Wilhelm Schmitz und seiner Frau Louise Schmitz, geb. Scholl, gegründet wurde und über viele Jahre zu Deutschlands größten Familienunternehmen gehörte. Haupteigentümer war bis zu seinem Verschwinden Karl-Erivan Haub. Ende 2019 stellte die einstige Führungsgesellschaft, die Tengelmann Warenhandelsgesellschaft KG, ihren operativen Geschäftsbetrieb ein. 
Die Tengelmann Twenty-One KG übernimmt die Aufgaben seitdem mit veränderter Ausrichtung. Aktuelle Gesellschafter der Unternehmensgruppe sind Erivan Haubs Sohn Christian W. E. Haub, der zugleich als CEO fungiert, und dessen Kinder sowie sein Bruder Georg Haub. 

## Geschichte
Mitte der ersten Hälfte des 19. Jahrhunderts gründete Johann Wilhelm Meininghaus (1790–1869) in der Villa Artis am Innenstadtpark „Ruhranlage“ in Mülheim an der Ruhr den Kolonialwarenhandel Joh. Wilh. Meininghaus Sohn. Am 1. Januar 1847 begann dort der 15-jährige Wilhelm Schmitz seine kaufmännische Ausbildung und später seine berufliche Karriere. Bedingt durch seine Fähigkeiten übernahm er im Jahr 1857 zusammen mit Ludwig Lindgens (1827–1910) die Geschäftsführung des nun unter Wilh. Schmitz & Lindgens firmierenden Unternehmens. Da Lindgens eigentlich nur finanzieller Teilhaber war und schon 1861 zusammen mit seiner Frau die Lederfabrik Lindgens gegründet hatte, zog dieser sich Ende 1866 aus dem Geschäft zurück. Schmitz fügte seinem Namen den Geburtsnamen seiner Ehefrau Louise hinzu, um sich von den vielen rheinischen Familien Schmitz zu unterscheiden, und am 1. Januar 1867 wurde Wilhelm Schmitz-Scholl oHG gegründet. Louise Schmitz-Scholl war die erste Prokuristin in Deutschland. Schmitz begann Anfang der 1880er-Jahre auch mit der Röstung von Kaffee und nahm schließlich 1882 eine Großrösterei in Betrieb.
Nach dem Tod Wilhelm Schmitz’ im Jahr 1887 übernahmen die Söhne Wilhelm jun. und Karl die Geschäftsführung. Die Brüder richteten eigene Verkaufsstellen für ihre Produkte ein. Aufbauhelfer war hierbei ihr Prokurist Emil Tengelmann, der mit seinem Namen für das 1893 neu gegründete Unternehmen Hamburger Kaffee-Import-Gesellschaft Emil Tengelmann Pate stand; die erste Filiale für Kaffee, Tee und Kakao wurde in Düsseldorf eröffnet. Durch den großen Erfolg wurden bis zum Ersten Weltkrieg bereits 560 weitere Filialen in ganz Deutschland eröffnet.

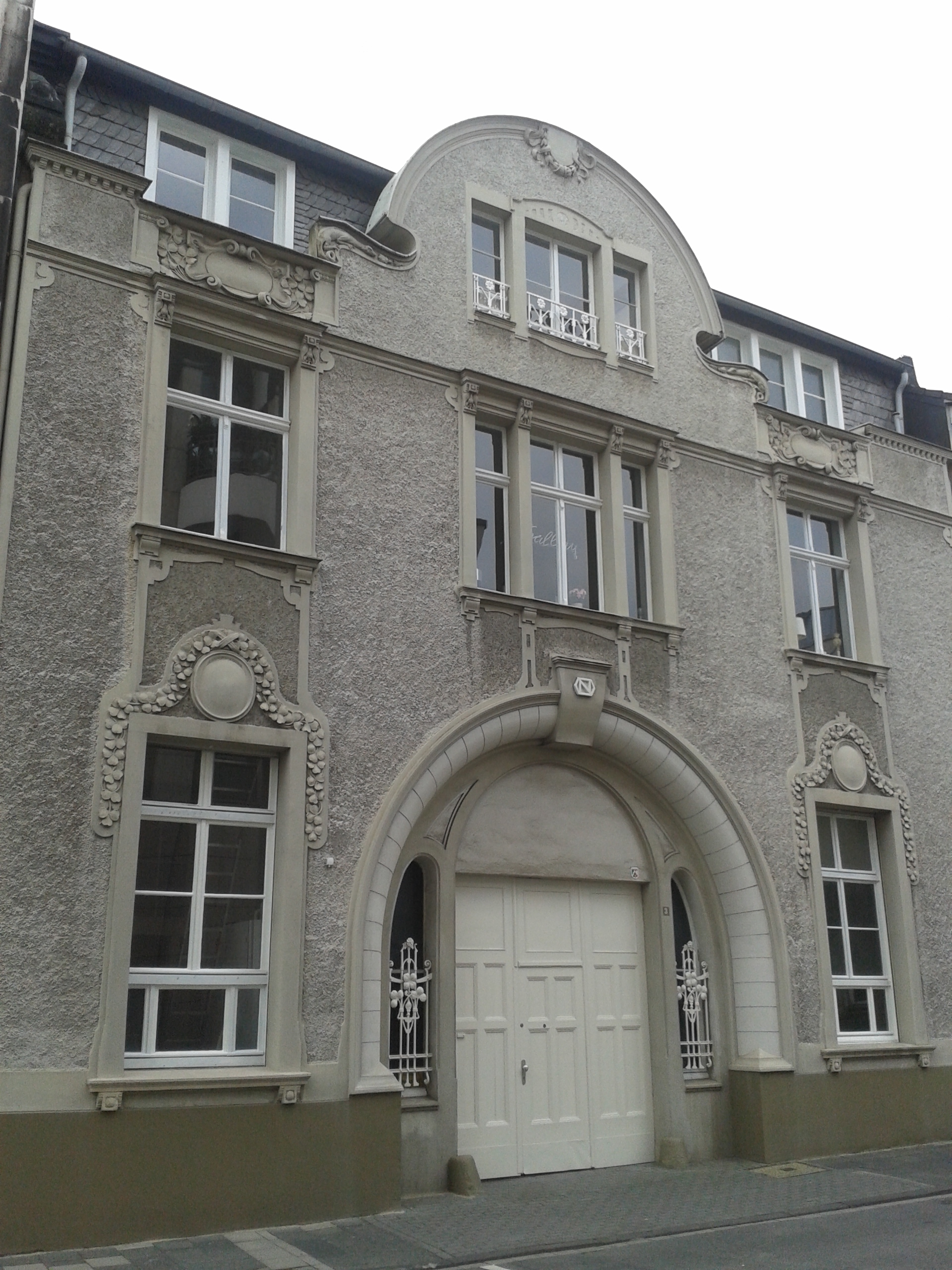
Stammhaus in der Ruhrstraße 3–5 in Mülheim an der Ruhr

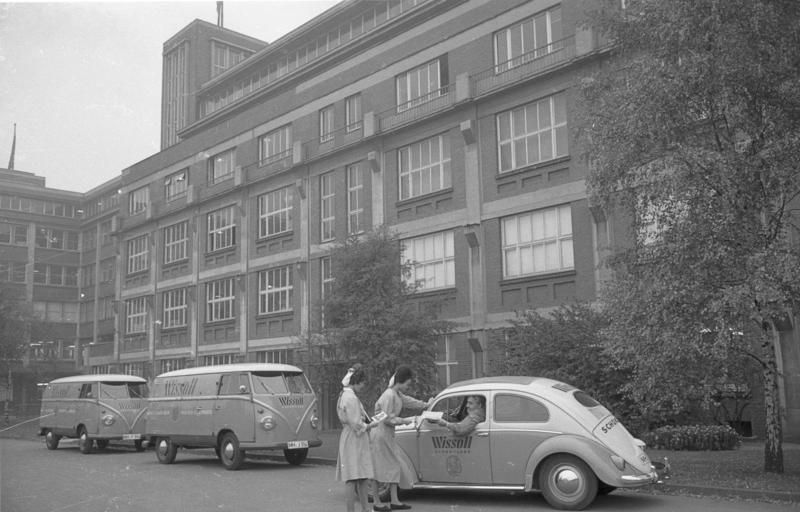
Wissoll-Schokoladenfabrik, 1962

1906 wurde das erste eigene Produktionsunternehmen, die Rheinische Zuckerwarenfabrik, in Düsseldorf gegründet. 1912 kam die Kakao- und Schokoladenfabrik Wissoll (Wilhelm Schmitz-Scholl) in Speldorf hinzu, wo bis zum Verkauf des Grundstücks an den Wiener Immobilienentwickler Soravia der Hauptsitz des Konzerns war. Im Herbst 2021 erfolgte die Umsiedlung nach München.
In den 1920er-Jahren wurden zusätzliche Produktionsstätten gegründet, nämlich Fabriken für Getreide- und Malzkaffee, Puddingpulver, Kekse und Nährmittel. Die Zahl der Filialen wuchs bis ins Jahr 1927, in dem Wilhelm jun. starb, wieder auf 540 an. Nach dem Tod von Karl Schmitz-Scholl senior im Jahr 1933 erbten das Unternehmen seine beiden Kinder Elisabeth Haub und Karl-Erivan Schmitz-Scholl, dem die alleinige Geschäftsführung zuteilwurde. Schmitz-Scholl war in der NS-Zeit Unterstützer und Mitglied der NSDAP und der SS (Hauptsturmführer). Tengelmann produzierte zudem Spezialnahrung für die Wehrmacht. Anhand von biografischen, unternehmensstrategischen und kulturwissenschaftlichen Zugriffsweisen analysierte seit 2011 das Team um Lutz Niethammer, ob und inwieweit der Konzern an Zwangsarbeit, Arisierung, Besatzungsherrschaft und Kriegsgewinnen beteiligt war. Untersucht wird auch die SS-Mitgliedschaft des damaligen Chefs Karl Schmidt-Scholl jun. sowie sein Verhalten zwischen Unternehmen, Familie, SS und Wehrmacht.
Nach dem Wiederaufbau des Unternehmens nach dem Zweiten Weltkrieg wurde 1953 in München das erste Tengelmann-Selbstbedienungsgeschäft eröffnet; im Jubiläumsjahr 1967/68 betrieb das Unternehmen über 400 Filialen, der Umsatz überschritt erstmals die Milliardengrenze. 1969 wurde Erivan Haub, Sohn von Elisabeth Haub, gemäß Gesellschaftsvertrag allein geschäftsführender Gesellschafter von Schmitz-Scholl/Tengelmann. 1971 übernahm das Unternehmen den Konkurrenten Kaiser’s Kaffee Geschäft AG in Viersen.
Als zweites Standbein gründete Tengelmann 1972 den Markendiscounter Plus. Tengelmann besitzt seit 1911 die Marke Plus. In der Folgezeit beteiligte sich Tengelmann weltweit an Unternehmen oder übernahm deren Aktienmehrheit, wie beispielsweise bei der The Great Atlantic and Pacific Tea Company (New Jersey) 1979, kurz: A&P. 1984 beteiligte man sich mehrheitlich an der Hermans Groep aus den Niederlanden und flaggte 1994 die Super- und Verbrauchermärkte auf A&P um. Das niederländische Geschäft wurde 2000 wieder veräußert.
Ende der 1980er-Jahre erweiterte Tengelmann das Portfolio um den Textil- und Gebrauchsgüterdiscounter Rudis Reste Rampe. 1997 entschloss man sich zu einer Konzentration auf das Lebensmittelgeschäft und veräußerte alle 156 Filialen an die Berliner Wand-&-Boden-Gruppe.
Nach dem Fall des Eisernen Vorhangs expandierte das Unternehmen mit der Eröffnung von Plus-Filialen in Ungarn und Polen auch im ehemaligen Ostblock.
1990 übernahm Tengelmann die Textilkette Modea. Sieben Jahre später folgte ein Management-Buy-Out sowie die Umbenennung in Takko ModeMarkt GmbH & Co. KG. Heute firmiert das Unternehmen unter dem Namen Takko Holding GmbH. Die Unternehmensgruppe Tengelmann ist nicht mehr beteiligt.
Im Jahr 2000 übergab Erivan Haub das operative Geschäft an seine Söhne Karl-Erivan Haub und Christian W. E. Haub. Die 111 Warenhäuser von Grosso und Magnet wurden verkauft, 66 davon an Lidl & Schwarz. Im selben Jahr wurde der erste Obi-Markt in der Volksrepublik China in Wuxi eröffnet.
Seit 2002 ist die Tengelmann-Warenhandelsgesellschaft eine Kommanditgesellschaft. Am 30. Juni 2003 wurde die Wilh. Schmitz-Scholl Schokoladen- und Zuckerwaren GmbH (Wissoll) von dem Dortmunder Süßwarenhersteller van Netten GmbH übernommen. van Netten meldete am 18. Oktober 2012 Insolvenz an; nach erfolgloser Suche nach einem Investor folgte ab Juni 2013 die Liquidation.
Im April 2005 wurden die chinesischen Obi-Märkte an die britische Baumarktkette Kingfisher veräußert. Am 1. Mai 2005 verkaufte Tengelmann die 307 Filialen der Drogeriekette kd kaiser’s drugstore GmbH an die Rossmann GmbH. Im selben Jahr wurden auch die ungarischen und slowenischen Interfruct-Cash-&-Carry-Märkte sowie die kanadische Tochtergesellschaft der A&P Tea Company veräußert.
Im Jahr 2007 übernahm A&P die amerikanische Supermarktkette Pathmark mit 141 Filialen.
Im selben Jahr wurden die spanischen Plus-Märkte an den französischen Einzelhändler Carrefour, die Filialen in Polen und Portugal an die portugiesische Handelskette Jerónimo Martins verkauft.

### Verkauf von Konzernteilen

Die „letzte“ Tengelmann-Tragetasche mit „I'm green“ aus Zuckerrohr von 2018

Am 1. Januar 2009 fusionierte Plus mit dem zum Edeka-Konzern gehörenden Netto Marken-Discount; Edeka hält mit 85 Prozent die Mehrheit an dem neu gegründeten Unternehmen. Plus und Netto zusammen erreichen nun etwa Umsatzgrößen der Branchenführer Lidl und Aldi. Die Plus-Filialen wurden bis Mitte 2010 in Netto umgeflaggt. Im Jahr 2008 wurden die tschechischen Plus-Märkte an die Rewe Group, die ungarischen an Spar Österreich und die griechischen Filialen an die belgische Handelskette Delhaize verkauft. Am 19. Februar 2010 wurden die bulgarischen und rumänischen Plus-Märkte an den Discounter Lidl verkauft. Die österreichischen Filialen der Marke Plus, die als Zielpunkt betrieben werden, gingen an den deutsch-luxemburgischen Finanzinvestor BluO.
2010 wurde Woolworth Deutschland übernommen, diese Anteile wurden aber 2012 veräußert. Die Tengelmann-Supermärkte im Rhein-Main-Gebiet wurden an Rewe und Tegut verkauft.
Der Verkauf der Tengelmann-Filialen an Edeka scheiterte im August 2015 zunächst an kartellrechtlichen Bedenken.
Im März 2016 wurde von Bundeswirtschaftsminister Sigmar Gabriel mit einer Ministererlaubnis endgültig der Verkauf an Edeka genehmigt. Das Oberlandesgericht Düsseldorf untersagte jedoch am 12. Juli 2016 die Fusion bis auf Weiteres.
Ende Oktober 2016 verkündeten Sigmar Gabriel und Verdi-Chef Frank Bsirske die Einigung zwischen den Chefs von Edeka und Rewe, Markus Mosa und Alain Caparros.
Im Dezember 2020 übernahm Tengelmann alle Anteile an Kik im Tausch gegen die TEDi-Anteile.
Im Juli 2022 wurde das Obi-Geschäft in Russland mit damals 27 Filialen zu einem symbolischen Kaufpreis an den russischen Finanz- und Immobilieninvestor MAX abgegeben.

## Sonstiges
Im Wahlkampf zur Bundestagswahl 1994 schaltete die Eigentümerfamilie Haub Anzeigen in Zeitungen, die unter dem Motto: „Im Zweifelsfall für Kohl“ zur Wiederwahl des amtierenden Bundeskanzlers Helmut Kohl (CDU) aufriefen. 2005 wiederholte sich die Kampagne für die damalige Oppositionsführerin Angela Merkel (CDU) mit dem Slogan „Im Zweifel eine Frau“. 2013 forderte die Familie Haub erneut mit Anzeigen zur Wahl der CDU/CSU auf und empfahl den Anzeigenlesern, unter Bezugnahme auf die Merkel-Raute und den Steinbrück-Stinkefinger, sich „im Zweifel für die Raute“ zu entscheiden.
Ab 1995 wurde jährlich der sogenannte „Lauf zu Tengelmann“ ausgetragen. Die Teilnahmegebühren gehen an Einrichtungen, die Behindertensport fördern. 2014 fand lediglich ein reduzierter Lauf statt: Aufgrund des Pfingststurms Ela starteten nur die Schülerläufe, da große Teile der Seniorenstrecken durch umgeknickte Bäume oder herabstürzende Äste nicht passierbar waren. Seit 2016 findet die Veranstaltung nicht mehr statt. Wegen des Rückzuges aus dem Lebensmittelgeschäft stehen keine Sponsoren aus der Lebensmittelwirtschaft mehr zur Verfügung. Im Mai 2017 wurde in erheblich kleinerem Rahmen ein Tag der offenen Tür veranstaltet.
Seit dem 7. April 2018 gilt der geschäftsführende Gesellschafter der Tengelmann Warenhandelsgesellschaft KG Karl-Erivan Haub als vermisst. Er verschwand während seines Trainings für die Patrouille des Glaciers im Matterhorn-Gebiet. Am 17. April 2018 übernahm sein Bruder Christian Haub die alleinige Geschäftsführung des Konzerns. Am 14. Mai 2021 erklärte das Kölner Amtsgericht Karl-Erivan Haub für tot. Vorausgegangen war ein Antrag der beiden Brüder Christian und Georg, die ihren Bruder bereits im Oktober 2020 für tot erklären lassen wollten, alle drei Brüder hielten zu diesem Zeitpunkt je ein Drittel der Firmenanteile. Georg Haub trat von diesem Antrag im Januar 2021 jedoch zurück. Nach der Einigung mit Katrin Haub, der Witwe Karl-Erivans, das von ihrem Mann gehaltene Drittel der Firmenanteile nach dessen Tod an Bruder Christian zu verkaufen, stimmte diese im April 2021 zu, ihren Mann für tot erklären zu lassen. Der Kaufpreis soll sich auf mindestens 1,1 Mrd. Euro belaufen. Im Juni 2021 wurde Christian Haub mit dem Kauf weiterer Unternehmensanteile Mehrheitsgesellschafter der Tengelmann Gruppe.

## Konzernstruktur
Zum Unternehmen zählen vier Geschäftsfelder (Retail, Venture & Growth, Real Estate, sowie Weitere) denen die Konzerntöchter wie folgt untergeordnet sind:

### Retail

#### KiK
Tengelmann hält nahezu 100 Prozent des Textil-Discounters mit 4047 Filialen in zwölf Ländern, einem Gesamtumsatz von 1,8 Mrd. Euro und 29.000 Mitarbeitern:
| Staat       | Anzahl der Märkte |
| ----------- | ----------------- |
| Deutschland | 2583              |
| Kroatien    | 85                |
| Österreich  | 257               |
| Slowakei    | 101               |
| Slowenien   | 61                |
| Tschechien  | 223               |
| Ungarn      | 104               |
| Niederlande | 43                |
| Polen       | 415               |
| Italien     | 74                |
| Rumänien    | 80                |
| Bulgarien   | 21                |

#### OBI
Tengelmann ist zu 74 Prozent an Obi beteiligt. Obi betreibt 645 Baumärkte (Filialmärkte und Franchisepartnermärkte) in 10 Ländern und erwirtschaftet einen Gesamtumsatz von 6,1 Mrd. Euro mit 34.932 Mitarbeitern:
| Staat                   | Anzahl der Märkte |
| ----------------------- | ----------------- |
| Deutschland             | 351               |
| Bosnien und Herzegowina | 1                 |
| Italien                 | 57                |
| Österreich              | 79                |
| Polen                   | 59                |
| Slowakei                | 16                |
| Schweiz                 | 11                |
| Slowenien               | 8                 |
| Tschechien              | 33                |
| Ungarn                  | 30                |

### Venture & Growth
babymarkt.de
Tengelmann Growth Partners (TGP)
Emil Capital Partners (ECP)
Tengelmann Ventures (TEV)

### Real Estate
Trei Real Estate

### Weitere
Tengelmann Assekuranz
Tengelmann Audit (TAG)
Tengelmann Energie (TEG)

## Ehemalige Beteiligungen

### Tengelmann E-Commerce GmbH
war eine 100-prozentige Tochter. Dazu gehörten Garten XXL und Plus.de sowie die Tengelmann-Ventures GmbH, mit der die Tengelmann-Gruppe seit 2010 auch in den elektronischen Handel über das Internet investierte. Dazu gehörten unter anderem Zalando, Westwing, babymarkt.de, youtailor.de, Enólogos, stylight.de und seit Mitte 2011 auch das Kaffee-Start-up Coffee Circle aus Berlin. Garten XXL und Plus.de wurden vom Edeka-Verbund übernommen und im Netto Marken-Discount integriert.

### Netto Marken-Discount
15 Prozent des Lebensmittel-Discounters als stille Beteiligung ab November 2009. Im Juli 2020 wurde der Verkauf der Netto-Beteiligung an Edeka zum 1. Januar 2021 angekündigt.

### TEDi
Bis zum 1. Januar 2021 hielt Tengelmann 35 Prozent des Ein-Euro-Discounters mit 1794 Filialen.

### Ehemalige Vertriebslinien

#### Accos
Lebensmittelkette, bestand ab 1950, ab 1978 zu Tengelmann gehörend und wurde 1992 (bis auf vier Filialen) auf Kaiser’s Tengelmann umgeflaggt.

#### Grosso-Magnet
SB-Warenhauskette mit Filialen in Deutschland und Österreich. Die deutschen Filialen wurden 2000 zu Teilen an Bartels-Langness, die Dohle-Gruppe und die Schwarz-Gruppe verkauft. Die Magnet-Filialen in Österreich gingen an die ADEG.

#### Gubi
Gubi (Abkürzung für Gut und billig), Lebensmittelkette mit Hauptsitz in Donauwörth, gegründet 1911 durch Familie Proeller, ab 1987 Teil der Tengelmann-Gruppe. Bis zur Jahrtausendwende verschwanden die Filialen und wurden auf Kaiser’s Tengelmann umgeflaggt. Das Fleischwerk am Hauptsitz wurde der Tochtergesellschaft Birkenhof (heute Teil der Edeka Südwest) angegliedert, die eigene Gärtnerei und der Backbetrieb schlossen.

#### Kd Kaiser’s drugstore
Drogeriemarktkette, 1969 als Tochter von Kaiser’s gegründet, mit in Spitzenzeiten über 500 Filialen in Deutschland. Ab 2003 bestand eine Kooperation mit Rossmann, 2005 wurde die Gesellschaft samt der restlichen Filialen an Rossmann verkauft.

#### Kaiser’s Tengelmann
Vollsortiment-Supermärkte mit 501 Filialen und 1,94 Mrd. Euro Umsatz in Deutschland, 16.514 Mitarbeiter (2013). Im Oktober 2014 wurde bekannt, dass die Supermärkte an Edeka verkauft werden sollen. Das Kartellamt erteilte seine Zustimmung nicht; der deutsche Bundeswirtschaftsminister Sigmar Gabriel stellte jedoch eine Ministererlaubnis unter strengen Auflagen in Aussicht, die allerdings im Sommer 2016 vom Oberlandesgericht Düsseldorf vorläufig gestoppt wurde. Trotzdem liefen die Verhandlungsgespräche zwischen Edeka und Tengelmann weiter, und es kam zu einer Einigung bezüglich der Übernahme. Zum 1. Januar 2017 wechselte die Sparte Kaiser’s Tengelmann den Eigentümer. Sie ist seither nicht mehr Teil des Tengelmann-Konzerns, sondern gehört jetzt zu Edeka.

#### LeDi
LeDi (Abkürzung für LebensmittelDiscount), Hard-Discounter, bestand ab 1992 und verschmolz 1999 auf die Plus Warenhandelsgesellschaft, die Filialen wurden auf Plus umgeflaggt.

#### Plus
Soft-Discounter mit Filialen in mehreren europäischen Ländern. Die deutschen Filialen wurden 2009 an Edeka verkauft und auf Netto Marken-Discount umgeflaggt.